# Gravitační singularita
Gravitační singularita se nachází v centru černých děr. Jedná se o teoretickou představu bodu v prostoru, kde gravitační pole a jiné fyzikální veličiny nabývají nekonečných hodnot. Ve skutečnosti není jasné, co se v tomto bodě a jeho nejbližším okolí děje. Chybí teorie, která by dávala rozumné výsledky a stávající fyzikální teorie (obecná teorie relativity a kvantová mechanika) si s tímto problémem nevědí rady. Určité představy o dění v singularitách nabízí teorie strun, ta však není dokončena a má jisté problémy s ověřením svých předpovědí.
Vzhledem k faktu, že normální hmotu tvoří z převážné části prázdný prostor, si singularitu můžeme představit jako shluk elementárních částic „nahuštěných“ těsně na sobě, jejichž gravitační soudržnost převažuje nad případnými odpudivými silami; další možností je, že singularity tvoří pouze neutrální částice (například neutrony; jedním z možných blízkých příbuzných singularit je neutronová hvězda, tvořená převážně neutrony, které mají vysokou hmotnost a díky svému neutrálnímu náboji se tolik neodpuzují).

## Prstencová singularita
V případě rotující (Kerrovy) černé díry není gravitační singularita bod, ale je prstencová. Většina hmoty singularity je soustředěna na kružnici s pevným poloměrem, nenulová plošná hustota hmoty je však soustředěna i uvnitř tohoto prstence. V případě, že by bylo možné projít vnitřkem prstence singularity, dostal by se teoreticky pozorovatel do jiného časoprostoru, v němž je možné černou díru opustit. Tento nový časoprostor však již nemá kauzální strukturu připouštěnou principem kosmické cenzury. Přesněji lze říci, že přes vnitřek prstence singularity probíhá tzv. analytické prodlužování Kerrovy metriky.

## Kauzální charakter gravitačních singularit
V závislosti na tom, kde se singularita nalézá vzhledem ke světelnému kuželu padajícího pozorovatele, se dělí na prostorupodobnou nebo časupodobnou singularitu. Časupodobná singularita (typická např. pro Schwarzschildovu černou díru) leží vždy v budoucnosti blízkého pozorovatele, pád na singularitu je proto nevyhnutelný. Oproti tomu prostorupodobná singularita (typická pro Kerrovu nebo Reissnerovu–Nordströmovu metriku) se nalézá v relativní současnosti blízkého pozorovatele a lze se jí tedy v principu vyhnout.

## Nahá singularita
Předpokládá se, že kolem každé fyzikální singularity se nachází horizont událostí, který zajišťuje, že nelze získat přímé informace o samotné singularitě. Toto tvrzení je označováno jako princip (hypotéza) kosmické cenzury.
Princip kosmické cenzury je nepotvrzenou hypotézou. Teoreticky mohou existovat také singularity, které nejsou obklopeny horizontem událostí. Takové singularity se označují jako nahé nebo holé.